# كروتون ناعم
كروتون ناعم (الاسم العلمي:Croton laevigatus) هو نوع من النباتات يتبع جنس الكروتون من الفصيلة الفربيونية.